# Paraconfucius pallidus
Paraconfucius pallidus är en insektsart som beskrevs av Cai 1992. Paraconfucius pallidus ingår i släktet Paraconfucius och familjen dvärgstritar. Inga underarter finns listade i Catalogue of Life.